# Here Comes the Sun
Here Comes the Sun je píseň britské kapely The Beatles napsaná Georgem Harrisonem na albu Abbey Road z roku 1969.
„Here Comes the Sun“ je vedle „Something“ a „While My Guitar Gently Weeps“ jednou z nejznámějších skladeb, kterou Harrison složil během působení v Beatles. Rok 1969 byl pro Harrisona velice obtížný. Načas opustil skupinu, byl zadržen za držení marihuany a byla mu provedena tonzilektomie. To vše společně s neustálými záležitostmi ohledně vydavatelství vedlo k tomu, že Harrison navštívil svého přítele Erica Claptona a v jeho zahradě napsal právě „Here Comes the Sun“.